# كندوا (تشلاو)
کندوا (بالفارسية: کندوا) هي قرية تقع في إيران في مازندران. يقدر عدد سكانها بـ 49 نسمة بحسب إحصاء 2016.